# Ziyad Abu Ain
Ziyad Abu Ain (arabisch زياد محمد أحمد أبو عين, DMG Ziyād Muḥammad Aḥmad Abū ʿAyn; * 22. November 1959; † 10. Dezember 2014 in Ramallah) war ein palästinensischer Politiker.

## Leben
Ziyad Abu Ain gehörte der Fatah an und war Minister ohne Geschäftsbereich in der Regierung von Präsident Mahmud Abbas und für die Beobachtung israelischer Siedlungsaktivitäten in den palästinensischen Gebieten zuständig. Zuvor war er stellvertretender Minister für palästinensische Häftlinge gewesen.
Am 10. Dezember 2014 nahm er an einem Protestmarsch in dem Dorf Turmsadscha nördlich von Ramallah teil, der sich gegen israelische Landenteignungen richtete und bei dem Olivenbäume gepflanzt werden sollten. Nach Handgreiflichkeiten mit den israelischen Soldaten, bei denen von israelischer Seite auch Tränengas eingesetzt wurde, brach Abu Ain zusammen und wurde in ein Krankenhaus in Ramallah gebracht, wo er wenig später starb. Laut Leitung des Krankenhauses war die Todesursache ein Herzinfarkt, dem ein Erstickungsanfall vorausgegangen war.